# Lew Walerjanowitsch Leschtschenko

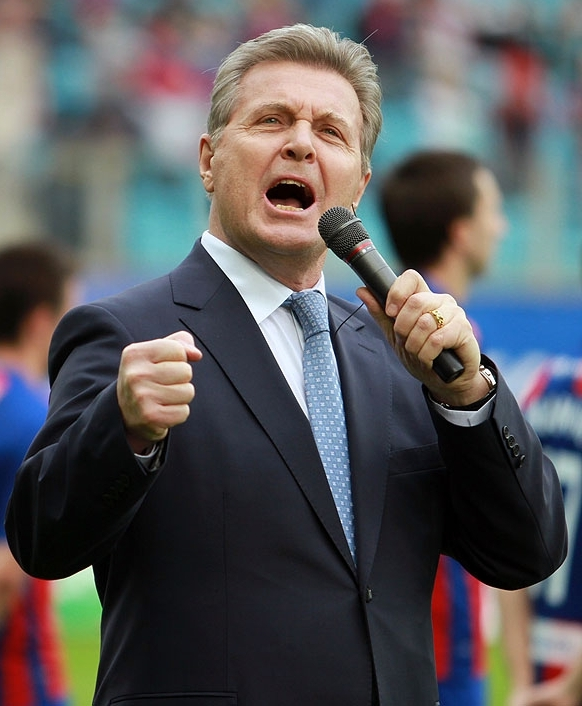
Lew Leschtschenko (2012)

Lew Walerjanowitsch Leschtschenko (russisch Лев Валерьянович Лещенко; * 1. Februar 1942 in Moskau) ist ein russischer Estrada-Sänger (Bariton).

## Leben

### Jugend
Die Kindheit verbrachte Leschtschenko im Moskauer Stadtteil Sokolniki. 1961 begann sein Dienst in der Sowjetarmee. Er selbst wollte zur Marine, doch sein Vater Walerjan Andrejewitsch Leschtschenko (1904–2004) bestand darauf, dass sein Sohn in der Gruppe der Sowjetischen Streitkräfte in Deutschland eingesetzt wird. Im September 1964 fing er an, an der Russischen Akademie für Theaterkunst zu studieren.

### Karriere
Seit den 1970er Jahren wuchs die Popularität des jungen Sängers. 1972 erhielt er seine erste Auszeichnung bei einem internationalen Musikwettbewerb, dem Sopot Festival in Polen. Zu seinen bekanntesten Liedern gehört Tag des Sieges (Musik von Dawid Tuchmanow, Text von Wladimir Charitonow). Das Lied wurde zur 30. Jahresfeier des Sieges über Nazideutschland im Großen Vaterländischen Krieg geschrieben und ist auch im 21. Jahrhundert noch sehr populär. Die Komponistin Alexandra Pachmutowa schrieb Musik zu vielen Liedern von Leschtschenko, viele Texte schrieb Nikolai Dobronrawow.
Bei den Olympischen Spielen 1980 in Moskau sang Leschtschenko bei der Abschlussfeier im Zentralen Leninstadion das Lied Auf Wiedersehn, Moskau, während das Maskottchen der Spiele, Mischa, als eine acht Meter große Gummipuppe mit vielen Luftballons hochflog.

### Privates
Leschtschenko war von 1966 bis 1976 mit der Sängerin und Schauspielerin Alla Abdalowa (* 1941) verheiratet. Seit 1978 ist er mit Irina Leschtschenko (geb. Bagudina, * 1954) verheiratet. Er hat keine Kinder.
Leschtschenko ist Ehrenbürger der Oblast Kursk.

## Diskografie (Auswahl)
- 1971: Ne platsch dewtschonka (Не плачь, девчонка); Melodija
- 1980: Pritjaschenije semli (Притяжение Земли); Melodija
- 2001: Prostoj motiw (Простой мотив); Monolith
- 2015: Ich schenke dir (Я тебе подарю)

## Auszeichnungen

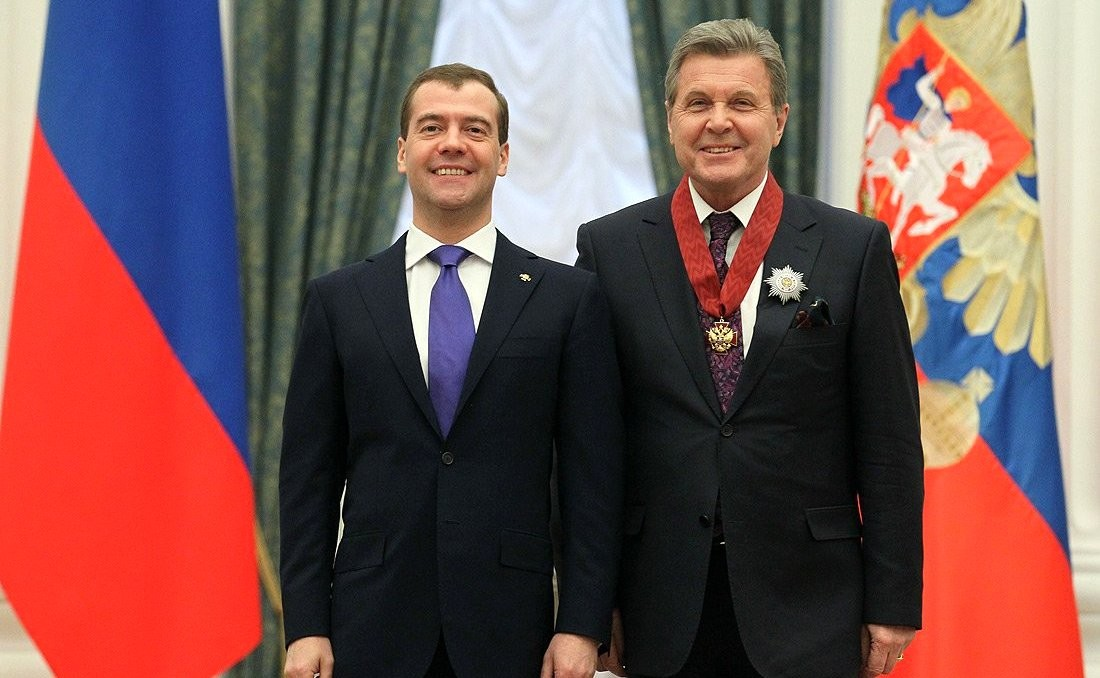
2012 mit Dmitri Medwedew

- Verdienstorden für das Vaterland I. Klasse (2017)[6]
- Verdienstorden für das Vaterland II. Klasse (2012)[7]
- Verdienstorden für das Vaterland III. Klasse (2007)[8]
- Verdienstorden für das Vaterland IV. Klasse (2002)[9]
- Orden der Völkerfreundschaft (1980)[10]
- Ehrenzeichen der Sowjetunion (1985)[11]
- Volkskünstler der RSFSR (1983)[12]
- Verdienter Künstler der RSFSR (1977)[13]